# Elezioni generali in Brasile del 2022
Le elezioni generali in Brasile del 2022 si sono tenute il 2 ottobre per eleggere il presidente ed il vice-presidente della Repubblica Federale del Brasile (I turno), nonché il Congresso nazionale del Brasile (solo 1/3 dei seggi del Senato Federale e tutti i seggi della Camera dei Deputati). 
Poiché nessuno dei candidati alle elezioni presidenziali ha ottenuto la maggioranza assoluta dei voti validi durante il primo turno di votazioni, un secondo turno si è tenuto il 30 ottobre.
Il 2 ottobre i seggi sono stati aperti dalle 7 alle 17, con riferimento al fuso orario di Brasilia, per un totale di 10 ore. Lo stesso è accaduto anche il 30 ottobre, in occasione del secondo turno delle elezioni presidenziali. 
Si tratta della 9ª elezione generale del Paese a tenersi dalla fine della Dittatura militare brasiliana e la successiva promulgazione della Costituzione del Brasile (1988).
Le elezioni hanno visto la vittoria dell’ex-presidente e candidato di sinistra, Luiz Inácio Lula da Silva, detto “Lula”.

## Sistema elettorale

Logo ufficiale delle votazioni

### Disposizioni generali
Il voto in Brasile è permesso ai cittadini a partire dai 16 anni di età.
Tuttavia, mentre gli individui minorenni non hanno l’obbligo di andare a votare, tutti i cittadini capaci di leggere e scrivere e maggiorenni (a partire dunque dai 18 anni) sono invece vincolati da tale norma, ai sensi dell’Art. 14 della Costituzione del Brasile, salvo per eventuali motivi comprovati ed accettati dalla legge, pena il pagamento di una multa di R$3,51 (sebbene, in alcuni casi, l'ammenda possa essere revocata, ridotta o aumentata fino a R$35,13). Tra i maggiorenni, tuttavia, sono esentati i coscritti.
Al raggiungimento dei 70 anni, l’obbligo decade anche per tutti i cittadini maggiorenni.
Aspetto degno di nota del processo, infine, è che gli elettori all’estero possono votare solo per le elezioni presidenziali, mentre i Portoghesi residenti nel paese da almeno tre anni possono votare, dopo aver fatto richiesta, per tutte le elezioni, grazie ad un accordo internazionale denominato “Statuto di Uguaglianza tra Brasile e Portogallo”.

### Presidenziali
La legge elettorale per le elezioni presidenziali prevede, la prima domenica di ottobre di un anno elettorale, l’applicazione di un sistema maggioritario a doppio turno: Per essere eletti già al primo turno, infatti, è necessaria la maggioranza assoluta dei voti (50%+1). Se ciò non avviene, si attua un secondo turno di votazione l’ultima domenica di ottobre del medesimo anno elettorale, in cui risulta eletto il candidato che ha ottenuto il maggior numero di voti.

### Congressuali

#### Camera dei Deputati
La Camera dei Deputati elegge, lo stesso giorno delle elezioni presidenziali, i suoi 513 membri secondo un sistema proporzionale a lista aperta, attuato in 27 collegi plurinominali (il cui numero spettante varia da 8 a 70 seggi ciascuno), corrispondenti agli stati federati ed al Distretto federale.
I seggi sono, in seguito, assegnati tramite il metodo D'Hondt ed il metodo del quoziente e dei più alti resti. È prevista una soglia di sbarramento del 2%.

#### Senato
Il Senato, che invece rinnova un terzo (27) o due terzi (54) dei componenti ogni quattro anni (e nello stesso giorno delle presidenziali), elegge i suoi membri secondo due metodi, in alternanza tra loro:
- Qualora sia necessario rinnovare i due terzi, si usa un sistema maggioritario limitato a blocchi attuato nei medesimi 27 collegi plurinominali, corrispondenti agli stati federati ed al Distretto federale. In questo caso, poiché ognuno di questi elegge due senatori, la legge elettorale afferma che i candidati che ottengano più voti siano eletti. Gli elettori, tuttavia, non possono votare per lo stesso candidato due volte;
- Qualora sia necessario rinnovare un terzo, si usa un sistema maggioritario secco, attuato nei medesimi 27 collegi, corrispondenti agli stati federati ed al Distretto federale, ma, questa volta, uninominali. In tal caso, vince il candidato che ottenga il maggior numero di voti (pluralità)[17].

In queste elezioni, poiché è stato necessario rinnovare solo un terzo dei senatori, è stato applicato il secondo metodo.

## Candidati presidente
| Presidente | Presidente | Presidente                | N. | Partito                                     |
| ---------- | ---------- | ------------------------- | -- | ------------------------------------------- |
|            |            | Ciro Gomes                | 12 | Partito Democratico Laburista               |
|            |            | Luiz Inácio Lula da Silva | 13 | Partito dei Lavoratori                      |
|            |            | Kelmon Souza              | 14 | Partito Laburista Brasiliano                |
|            |            | Simone Tebet              | 15 | Movimento Democratico Brasiliano            |
|            |            | Vera Lúcia Salgado        | 16 | Partito Socialista dei Lavoratori Unificato |
|            |            | Sofia Manzano             | 21 | Partito Comunista Brasiliano                |
|            |            | Jair Bolsonaro            | 22 | Partito Liberale                            |
|            |            | José Maria Eymael         | 27 | Democrazia Cristiana                        |
|            |            | Luiz Felipe d'Avila       | 30 | Partito Nuovo                               |
|            |            | Soraya Thronicke          | 44 | Unione Brasile                              |
|            |            | Leonardo Péricles         | 80 | Unità Popolare                              |

## Risultati

### Presidenziali
| Luiz Inácio Lula da Silva           | Partito dei Lavoratori                      | 57 259 504  | 48,43 | 60 345 999  | 50,90 |  |  |  |
| Jair Bolsonaro                      | Partito Liberale                            | 51 072 345  | 43,20 | 58 206 354  | 49,10 |  |  |  |
| Simone Nassar Tebet                 | Movimento Democratico Brasiliano            | 4 915 423   | 4,16  |             |       |  |  |  |
| Ciro Ferreira Gomes                 | Partito Democratico Laburista               | 3 599 287   | 3,04  |             |       |  |  |  |
| Soraya Vieira Thronicke             | Unione Brasile                              | 600 955     | 0,51  |             |       |  |  |  |
| Luiz Felipe d'Avila                 | Partito Nuovo                               | 559 708     | 0,47  |             |       |  |  |  |
| Kelmon Souza                        | Partito Laburista Brasiliano                | 81 129      | 0,07  |             |       |  |  |  |
| Leonardo Péricles                   | Unità Popolare                              | 53 519      | 0,05  |             |       |  |  |  |
| Sofia Padua Manzano                 | Partito Comunista Brasiliano                | 45 620      | 0,04  |             |       |  |  |  |
| Vera Lúcia Pereira da Silva Salgado | Partito Socialista dei Lavoratori Unificato | 25 625      | 0,02  |             |       |  |  |  |
| José Maria Eymael                   | Democrazia Cristiana                        | 16 604      | 0,01  |             |       |  |  |  |
| Totale                              | Totale                                      | 118 229 719 | 100   | 118 552 353 | 100   |  |  |  |
|                                     |                                             |             |       |             |       |  |  |  |
| Schede bianche                      | Schede bianche                              | 1 964 779   | 1,59  | 1 769 668   | 1,42  |  |  |  |
| Schede nulle                        | Schede nulle                                | 3 487 874   | 2,82  | 3 930 695   | 3,16  |  |  |  |
| Votanti                             | Votanti                                     | 123 682 372 | 79,05 | 124 252 716 | 79,42 |  |  |  |
| Elettori                            | Elettori                                    | 156 453 354 |       | 156 454 011 |       |  |  |  |

| Luiz Inácio Lula da Silva           |  | 48,43% |
| Jair Bolsonaro                      |  | 43,20% |
| Simone Nassar Tebet                 |  | 4,16%  |
| Ciro Ferreira Gomes                 |  | 3,04%  |
| Soraya Vieira Thronicke             |  | 0,51%  |
| Luiz Felipe d'Avila                 |  | 0,47%  |
| Kelmon Souza                        |  | 0,07%  |
| Leonardo Péricles                   |  | 0,05%  |
| Sofia Padua Manzano                 |  | 0,04%  |
| Vera Lúcia Pereira da Silva Salgado |  | 0,02%  |
| José Maria Eymael                   |  | 0,01%  |

| Luiz Inácio Lula da Silva |  | 50,90% |
| Jair Bolsonaro            |  | 49,10% |

### Parlamentari

#### Camera dei deputati
| Partito Liberale                            | 18 201 246  | 16,62 | 99  |  |  |  |
| Brasile di Speranza (PT-PCdoB-PV)           | 15 279 916  | 13,95 | 79  |  |  |  |
| Unione Brasile                              | 10 198 288  | 9,31  | 59  |  |  |  |
| Progressisti                                | 8 692 918   | 7,94  | 47  |  |  |  |
| Partito Social Democratico                  | 8 293 956   | 7,57  | 42  |  |  |  |
| Movimento Democratico Brasiliano            | 7 870 810   | 7,18  | 42  |  |  |  |
| Partito Repubblicano Brasiliano             | 7 610 894   | 6,95  | 41  |  |  |  |
| Federazione “Sempre Avanti” (PSDB-C)        | 4 923 167   | 4,49  | 18  |  |  |  |
| Federazione “PSOL-REDE” (PSOL-REDE)         | 4 639 632   | 4,24  | 14  |  |  |  |
| Partito Socialista Brasiliano               | 4 172 383   | 3,81  | 14  |  |  |  |
| Partito Democratico Laburista               | 3 828 289   | 3,49  | 17  |  |  |  |
| Podemos                                     | 3 610 634   | 3,30  | 12  |  |  |  |
| Avante                                      | 2 175 355   | 1,99  | 7   |  |  |  |
| Partito Sociale Cristiano                   | 1 944 678   | 1,78  | 6   |  |  |  |
| Solidarietà                                 | 1 697 127   | 1,55  | 4   |  |  |  |
| Patriota                                    | 1 526 570   | 1,39  | 4   |  |  |  |
| Partito Laburista Brasiliano                | 1 422 652   | 1,30  | 1   |  |  |  |
| Partito Nuovo                               | 1 354 754   | 1,24  | 3   |  |  |  |
| Partito Repubblicano dell'Ordine Sociale    | 1 042 698   | 0,95  | 4   |  |  |  |
| Partito Rinnovatore Laburista Brasiliano    | 288 027     | 0,26  | –   |  |  |  |
| Partito della Mobilitazione Nazionale       | 256 578     | 0,23  | –   |  |  |  |
| Agir                                        | 158 622     | 0,14  | –   |  |  |  |
| Democrazia Cristiana                        | 97 741      | 0,09  | –   |  |  |  |
| Partito Comunista Brasiliano                | 85 511      | 0,08  | –   |  |  |  |
| Partito delle Donne Brasiliane              | 83 055      | 0,08  | –   |  |  |  |
| Unità Popolare                              | 54 586      | 0,05  | –   |  |  |  |
| Partito Socialista dei Lavoratori Unificato | 27 995      | 0,03  | –   |  |  |  |
| Partito della Causa Operaia                 | 7 308       | 0,01  | –   |  |  |  |
| Totale                                      | 109 545 390 | 100   | 513 |  |  |  |
|                                             |             |       |     |  |  |  |
| Schede bianche                              | 7 501 125   | 6,09  |     |  |  |  |
| Schede nulle                                | 6 149 056   | 4,99  |     |  |  |  |
| Votanti                                     | 123 195 571 | 79,20 |     |  |  |  |
| Elettori                                    | 155 557 503 |       |     |  |  |  |

| Riepilogo dei seggi | Riepilogo dei seggi | Riepilogo dei seggi | Riepilogo dei seggi | Riepilogo dei seggi | Riepilogo dei seggi | Riepilogo dei seggi |
| ------------------- | ------------------- | ------------------- | ------------------- | ------------------- | ------------------- | ------------------- |
|                     |                     |                     |                     |                     |                     |                     |
| PCdoB               | 6                   |                     |                     | PSOL                | 12                  |                     |
| PT                  | 69                  |                     |                     | PSB                 | 14                  |                     |
| PDT                 | 17                  |                     |                     | REDE                | 2                   |                     |
| PV                  | 6                   |                     |                     | SOLID               | 4                   |                     |
| CIDAD               | 5                   |                     |                     | AVANTE              | 7                   |                     |
| PROS                | 3                   |                     |                     | PSDB                | 13                  |                     |
| PSD                 | 42                  |                     |                     | MDB                 | 42                  |                     |
| PODE                | 12                  |                     |                     | NOVO                | 3                   |                     |
| UNIÃO               | 59                  |                     |                     | PP                  | 47                  |                     |
| PL                  | 99                  |                     |                     | PRB                 | 40                  |                     |
| PSC                 | 6                   |                     |                     | PTB                 | 1                   |                     |
| PATRIOTA            | 4                   |                     |                     |                     |                     |                     |

#### Senato
| Partito Liberale                            | 25 278 764  | 25,39 | 8  |  |  |  |
| Partito Socialista Brasiliano               | 13 615 846  | 13,67 | 1  |  |  |  |
| Brasile di Speranza (PT-PV-PCdoB)           | 12 799 306  | 12,85 | 4  |  |  |  |
| Partito Social Democratico                  | 11 312 512  | 11,36 | 2  |  |  |  |
| Progressisti                                | 7 592 391   | 7,62  | 3  |  |  |  |
| Unione Brasile                              | 5 465 486   | 5,49  | 5  |  |  |  |
| Partito Sociale Cristiano                   | 4 285 485   | 4,30  | 1  |  |  |  |
| Partito Repubblicano Brasiliano             | 4 259 279   | 4,28  | 2  |  |  |  |
| Movimento Democratico Brasiliano            | 3 882 458   | 3,90  | 1  |  |  |  |
| Partito Laburista Brasiliano                | 2 046 003   | 2,05  | –  |  |  |  |
| Podemos                                     | 1 776 283   | 1,78  | –  |  |  |  |
| Partito Democratico Laburista               | 1 586 922   | 1,59  | –  |  |  |  |
| Federazione “Sempre Avanti” (PSDB-C)        | 1 394 547   | 1,40  | —  |  |  |  |
| Avante                                      | 1 359 455   | 1,37  | –  |  |  |  |
| Partito Rinnovatore Laburista Brasiliano    | 758 938     | 0,76  | –  |  |  |  |
| Federazione “PSOL-REDE” (PSOL-REDE)         | 683 377     | 0,69  | —  |  |  |  |
| Partito Nuovo                               | 479 593     | 0,48  | –  |  |  |  |
| Unione Popolare                             | 291 294     | 0,29  | –  |  |  |  |
| Partito Repubblicano dell'Ordine Sociale    | 213 247     | 0,21  | –  |  |  |  |
| Partito Socialista dei Lavoratori Unificato | 132 680     | 0,13  | –  |  |  |  |
| Democrazia Cristiana                        | 94 098      | 0,09  | –  |  |  |  |
| Patriota                                    | 76 729      | 0,08  | –  |  |  |  |
| Partito Comunista del Brasile               | 64 569      | 0,06  | –  |  |  |  |
| Partito delle Donne Brasiliane              | 61 350      | 0,06  | –  |  |  |  |
| Partito della Mobilitazione Nazionale       | 27 812      | 0,03  | –  |  |  |  |
| Agir                                        | 24 076      | 0,02  | –  |  |  |  |
| Solidarietà                                 | 17 339      | 0,02  | –  |  |  |  |
| Partito della Causa Operaia                 | 5 572       | 0,01  | –  |  |  |  |
| Indipendenti                                | 0           | 0,00  | –  |  |  |  |
| Totale                                      | 99 575 735  | 100   | 27 |  |  |  |
|                                             |             |       |    |  |  |  |
| Schede bianche                              | 9 340 309   | 7,58  |    |  |  |  |
| Schede nulle                                | 14 279 527  | 11,59 |    |  |  |  |
| Votanti                                     | 123 195 571 | 79,20 |    |  |  |  |
| Elettori                                    | 155 557 503 |       |    |  |  |  |

| Riepilogo dei seggi | Riepilogo dei seggi | Riepilogo dei seggi | Riepilogo dei seggi | Riepilogo dei seggi | Riepilogo dei seggi | Riepilogo dei seggi |
| ------------------- | ------------------- | ------------------- | ------------------- | ------------------- | ------------------- | ------------------- |
|                     |                     |                     |                     |                     |                     |                     |
| PT                  | 4                   |                     |                     | PSB                 | 1                   |                     |
| PSD                 | 2                   |                     |                     | MDB                 | 1                   |                     |
| NE                  | 54                  |                     |                     | UNIÃO               | 5                   |                     |
| PP                  | 3                   |                     |                     | PL                  | 8                   |                     |
| PRB                 | 2                   |                     |                     | PSC                 | 1                   |                     |

NOTA: Al Senato, sono stati soggetti ad elezione solo 27 seggi su 81 (1/3).